# 凯特·卡普肖
凯特·卡普肖（英語：Kate Capshaw，1953年11月3日—）美国人，美国女演员及影视演员，她因出演《印第安纳琼斯：魔宫传奇》的威利·斯科特（Willie Scott）而知名。

## 生平
1953年，凯特·卡普肖出生在美国德克萨斯州沃斯堡，母亲贝弗利·苏（Beverley Sue）是一名美容师，父亲爱德温·里昂·内尔（Edwin Leon Nail）是一名航空公司雇员。5岁时，她跟着家庭搬迁到密苏里州圣路易斯。1972年，她从黑泽尔伍德高中（Hazelwood Central High School）毕业，考入密苏里州立大学。大学毕业之后，她在密苏里州的学校当一名老师。
1984年，凯特·卡普肖出演《魔域煞星》（Dreamscape），从此开始演艺生涯。

## 家庭
1976年，凯特·卡普肖同罗伯特·卡普肖（Robert Capshaw）结婚，他们有一个女儿，是女演员杰西卡·卡普肖（Jessica Capshaw），1980年两人离婚。
1991年10月12日，她同史蒂芬·斯皮尔伯格结婚，他们有7个孩子。
- 杰西卡·卡普肖（Jessica Capshaw），1976年出生，凯特·卡普肖前一段婚姻所生的女兒
- 马克思·萨缪尔·斯皮尔伯格（Max Samuel Spielberg），1985年出生，史蒂芬·斯皮尔伯格和女演员前妻艾米·欧文（Amy Irving）的婚姻所生的兒子。
- 西奥·斯皮尔伯格（Theo Spielberg），1988年出生，凯特·卡普肖領養的兒子（同史蒂芬·斯皮尔伯格結婚前），後來史蒂芬·斯皮尔伯格也一起領養他。
- 萨沙·丽贝卡·斯皮尔伯格（Sasha Rebecca Spielberg），1990年出生。
- 索耶·艾弗里·斯皮尔伯格（Sawyer Avery Spielberg），1992年出生。
- 米卡拉·乔治（Mikaela George），1996年出生，與史蒂芬·斯皮尔伯格一起領養。
- 戴斯特里·艾伦·斯皮尔伯格（Destry Allyn Spielberg），1996年出生。

## 作品
| 年份 | 中文名           | 英文名                               | 中文角色名  | 英文角色名       | 备注 |
| ---- | ---------------- | ------------------------------------ | ----------- | ---------------- | ---- |
| 1984 | 魔域煞星         | Dreamscape                           |             |                  |      |
| 1984 | 魔宫传奇         | Indiana Jones and the Temple of Doom | 威利·斯科特 | Willie Scott     |      |
| 1986 | 突破二十五马赫   | SpaceCamp                            |             | Andie Berstrom   |      |
| 1987 |                  | The Quick and The Dead               |             | Susanna Mckaskel |      |
| 1989 | 黑雨             | Black Rain                           |             |                  |      |
| 1994 | 爱你，想你，恋你 | Private Affairs                      |             |                  |      |
| 1995 | 黑狱大平反       | Just Cause                           |             |                  |      |
| 1997 |                  | The Alarmist                         |             |                  |      |
| 1999 | 情书             | The Love Letter                      |             |                  |      |
| 2001 |                  | A Girl Thing                         |             |                  |      |